# Marc Fenelus
Marc Fenelus (* 22. August 1992 in Port-au-Prince, Haiti) ist ein haitianischstämmiger Fußballspieler von den Turks- und Caicosinseln.

## Karriere

### Verein
Die erste bekannte Station Fenelus war die AFC Academy auf den Turks- und Caicosinseln. Dann spielte er jeweils zwei Jahre für die Mannschaft des Western Texas College sowie den Fullerton Titans in den USA. Es folgte 2015 ein kurzer Wechsel zu New England Revolution, wo er sich jedoch nicht durchsetzen konnte. Seitdem spielte er in Taiwan, zuerst für den Tatung FC und seit 2020 beim Tainan City TSG. In dieser Liga gewann er bisher sechs Mal die nationale Meisterschaft und wurde vier Mal Torschützenkönig.

### Nationalmannschaft
Fenelus spielte von 2011 bis 2019 für die A-Nationalmannschaft der Turks- und Caicosinseln. In dieser Zeit absolvierte er 15 Partien und traf dabei zwei Mal. Sein erstes Tor schoss er bei einer Begegnung gegen die Britischen Jungferninseln, welches die Turks- und Caicosinseln mit 2:0 gewinnen konnten. Bei den Qualifikationsspielen zu der WM 2018 wurde er gegen die St. Kitts und Nevis jeweils im Hin- und Rückspiel als alleinige Sturmspitze eingesetzt, beide Spiele gingen mit 2:6 verloren.

## Erfolge
- Taiwanesischer Meister: 2017, 2018, 2019, 2020, 2021, 2022

## Auszeichnungen
- Torschützenkönig der Taiwan Football Premier League: 2017 (35 Tore), 2018 (27 Tore), 2021 (11 Tore), 2022 (19 Tore)